# River Lyde (River Loddon)
Der Lyde River ist ein Wasserlauf in Hampshire, England. Er entsteht südwestlich von Old Basing und fließt zunächst in östlicher Richtung. Am Weiler Andwell wendet er sich in nördlicher Richtung, in der er bis zu seiner Mündung in den River Loddon südöstlich von Sherfield on Loddon fließt.